# 佩羅泥鱂
佩羅泥鱂為輻鰭魚綱鯉齒目鯉齒亞目花鳉科的其中一種，分布於中美洲多明尼加的淡水流域，體長可達10公分，屬肉食性，生活習性不明。

## 擴展閱讀
維基物種上的相關：佩羅泥鱂